# Virola theiodora
Virola theiodora (Spruce ex Benth.) Warb. è un albero della famiglia Myristicaceae diffuso in Amazzonia.

## Biochimica
Parti della pianta contengono triptammine.